# 森永徹
森永 徹（もりなが とおる、1958年9月2日 - ）は、日本の俳優。福岡県出身。ケイエムシネマ企画所属。

## 人物
身長175cm。体重63kg。血液型O型。
趣味はカメラ。特技はゴルフ、麻雀、マラソン。

## 出演作品

### テレビドラマ
- ウルトラシリーズ
  - ウルトラマンティガ（MBS）
    - 第5話「怪獣が出てきた日」（1996年） - 司会者
    - 第41話「宇宙からの友」（1997年）

  - ウルトラマンマックス 第27話「奪われたマックススパーク」（2005年、CBC） - イトイガワ技官
- 金曜エンタテイメント / 最後の依頼人（1997年、フジテレビ）
- 大河ドラマ / 徳川慶喜（1998年、NHK） - 役人
- 土曜ワイド劇場 / おとり捜査官・北見志穂 第2作（1999年、テレビ朝日） - 鑑識
- 昨日の敵は今日の友（2000年、NHK）
- 鉄甲機ミカヅキ（2000年 - 2001年、フジテレビ）
- ワインメール（2001年、フジテレビ）
- HERO 第9話「俺がずっとそばにいる」（2001年、フジテレビ） - 記者
- shin-D / 御臨終（2001年、日本テレビ） - 記者
- はるちゃん5 第10話（2001年、フジテレビ） - 元木
- 女と愛とミステリー / 骨壺を抱く二人の女（2001年、BSジャパン）
- 茂七の事件簿3 ふしぎ草紙 第3話「鬼は外」（2003年、NHK）
- 相棒（テレビ朝日）
  - Season2 第2話「特命係復活」（2003年） - 刑事
  - Season4 最終回スペシャル「桜田門内の変」（2006年） - 警視庁職員
  - Season21 第17話「定点写真」（2023年） - 山下辰二

- 逃亡者 RUNAWAY 第5話「義手の男〜犯人との対決の時」（2004年、TBS）
- 仮面ライダーカブト 第29話（2006年、テレビ朝日） - イタリア料理店の主人[2]
- 明日の光をつかめ -2013 夏-（2013年、フジテレビ） - 夫
- ミス・パイロット 第4話（2013年、フジテレビ） - 教官
- 連続ドラマW（WOWOW）
  - パンドラ〜永遠の命〜（2014年） - 警察署長
  - トッカイ 不良債権特別回収部 第5話（2020年） - 岩永の上司
- 問題のあるレストラン 第9話（2015年、フジテレビ） - 取締役
- エイジハラスメント 第1話（2015年、テレビ朝日） - 面接官
- 警視庁ゼロ係〜生活安全課なんでも相談室〜 第4話（2016年、テレビ東京） - 森弘泰
- 特捜9 第9話（2018年、テレビ朝日） - 管理官
- ドクターY〜外科医・加地秀樹〜 第5弾（2018年、テレビ朝日） - 理事
- ドロ刑 -警視庁捜査三課- 第1話（2018年、日本テレビ） - 幹部
- 下町ロケット 新春ドラマ特別編（2019年、TBS） - 大橋社長
- トレース〜科捜研の男〜 第1話（2019年、フジテレビ） - 副総監
- インハンド 第1話（2019年、TBS） - 堀辺義照
- I"s 最終話（2019年、BSスカパー!） - 医師
- 家政夫のミタゾノ 第3シリーズ 第2話（2019年、テレビ朝日） - 豊原
- スパイラル〜町工場の奇跡〜 第5話（2019年、テレビ東京） - 理事
- 俺の話は長い 最終話（2019年、日本テレビ） - 秘書
- 絶対零度〜未然犯罪潜入捜査〜 第8話（2020年、フジテレビ） - 大臣
- 刑事7人 最終話（2020年、テレビ朝日） - 梶原刑事
- ルパンの娘 第2シリーズ 第4話（2020年、フジテレビ） - 刑事部長
- 七人の秘書 第7話（2020年、テレビ朝日） - 成田敬悟
- ドクターX〜外科医・大門未知子〜 第7期 第9話（2021年12月9日、テレビ朝日）
- インビジブル 第3話（2022年4月29日、TBS） - 大和田徳重
- ギークス〜警察署の変人たち〜 第5話（2024年8月1日、フジテレビ） - 市議会議員 役

### テレビ番組
- 超再現!ミステリー 第7回「魔 -追跡の魔-」（2012年、日本テレビ）
- ほんとにあった怖い話 夏の特別編2018「見えない澱」（2018年、フジテレビ）

### 配信ドラマ
- しろときいろ 〜ハワイと私のパンケーキ物語〜 第9話（2018年、Amazonプライム・ビデオ） - 医師
- 新聞記者 第2話（2022年1月13日配信、Netflix）

### 映画
- 姐 極道を愛した女・桐子（1993年）
- アンゴウ（1999年、エレファントストーン）
- ゴジラ×メガギラス G消滅作戦（2000年、東宝）
- 座頭市（2003年、松竹）
- 青い車（2004年、ジェネオン エンタテインメント）
- 恋するマドリ（2007年、シネカノン）
- 何者（2016年、東宝）
- 夜明けを信じて。（2020年、日活） - 東鳳商事財務本部長

### CM
- 大日本住友製薬
- 三井住友信託銀行
- 東芝 LED
- セゾン自動車火災保険